# Koryū-bujutsu
Koryū-bujutsu (jap. 古流武術 sztuki walki w starym stylu) – pojęcie odnoszące się do szkół japońskich sztuk walki sprzed restauracji Meiji, która spowodowała dołączenie się Japonii do nowoczesnych państw.
Sztuki walki rozwinięte po restauracji Meiji określa się jako gendai-budō (pl. „nowoczesne/współczesne sposoby walki”). Należą do nich m.in.: judo, kendo, iaidō, battōdō i aikido. Są cenione jako sport i sztuka samodoskonalenia, podczas gdy koryū-bujutsu (np. kenjutsu) zawierają elementy militarnej kultury feudalnej Japonii, zarówno sposobów walki różnymi rodzajami broni, jak i bez niej.

## Szkoły i style koryū-bujutsu
- Araki-ryū
- Asayama Ichiden-ryū
- Daitō-ryū
- Higo Ko-ryū
- Hōki-ryū
- Hontai Yōshin-ryū
- Hōzōin-ryū
- Niten'ichi-ryū
- Isshin-ryū
- Ittō-ryū
  - Hokushin Ittō-ryū
  - Kogen Ittō-ryū
  - Mizoguchi-ha Ittō-ryū
  - Nakanishi-ha Ittō-ryū
  - Ono-ha Ittō-ryū
- Kage-ryū
- Kashima Shinden Jikishinkage-ryū
- Kashima-shinryū
- Kashima Shintō-ryū
- Katayama Hōki-ryū
- Kitō-ryū
- Kurama-ryū
- Maniwa Nen-ryū
- Mugai-ryū
- Musō Jikiden Eishin-ryū
- Musō Shinden-ryū
- Owari Kan-ryū
- Sekiguchi Shin Shin-ryū
- Shindō Yōshin-ryū
- Shingyōtō-ryū
- Shinkage-ryū
- Shinmusō Hayashizaki-ryū
- Shinobi-ryu
- Shintō Musō-ryū
- Shojitsu Kenri Kataichi-ryū
- Sōsuishi-ryū
- Suiō-ryū Iai Kenpō
- Takenouchi-ryū
- Tamiya-ryū
- Tatsumi-ryū
- Tendō-ryū
- Tenjin Shin'yō-ryū
- Tennen Rishin-ryū
- Tenshin Shōden Katori Shintō-ryū
- Toda-ha Bukō-ryū
- Toyama-ryū
- Uchida-ryū
- Yagyū Seigo-ryū
- Yagyū Shingan-ryū
- Yagyū Shinkage-ryū
- Yōshin-ryū